# Брецель

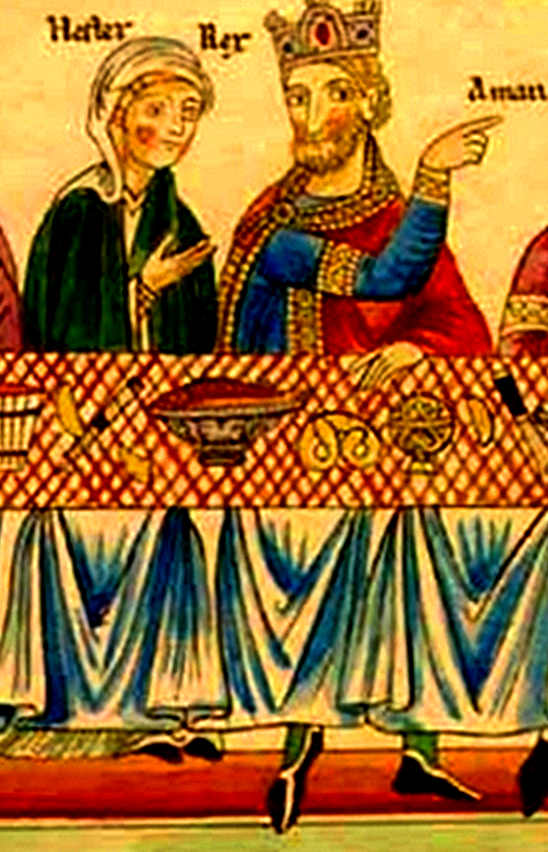
Ймовірно, перше зображення брецеля

Брецель (нім. Brezel), також «Бретц», «Бреца», «брецль», в Баварії/Австрії «брецн», в Швабії також «бретцет» або «бретцг/бретцга» (од./мн.ч), в Люксембурзі «бретцель» — крендель із лужного тіста, широко поширений у південній Німеччині, діаметром близько 10—15 см.
Брецель, із початку XIV століття і по сьогоднішній день, є в Німеччині емблемою пекарів і дуже часто зображується на вивісках булочних, пекарень і фірм, що займаються виготовленням хліба, здоби і різноманітних хлібобулочних виробів.
У Середньовіччі виготовлення брецелів було жорстко регламентовано за часом або навіть дозволялося лише вузько обмеженому колу людей.
У Баварії брецель — одна з традиційних закусок до пива на народних гуляннях (нім. Volksfest), таких як Октоберфест.